# Голиаф (радиостанция)
«Голиаф» — передающая радиостанция диапазона сверхдлинных волн для радиосвязи с подводными лодками, изначально построенная в Германии. Она интересна своей историей (трофей СССР во Второй мировой войне, используемый ВМФ России и в нынешнее время) и выдающейся конструкцией радиопередатчика и антенны, благодаря которым и получила своё название.
Радиостанция располагается в Кстовском районе Нижегородской области у посёлка Дружный, специально построенного для обслуживающих её военных.

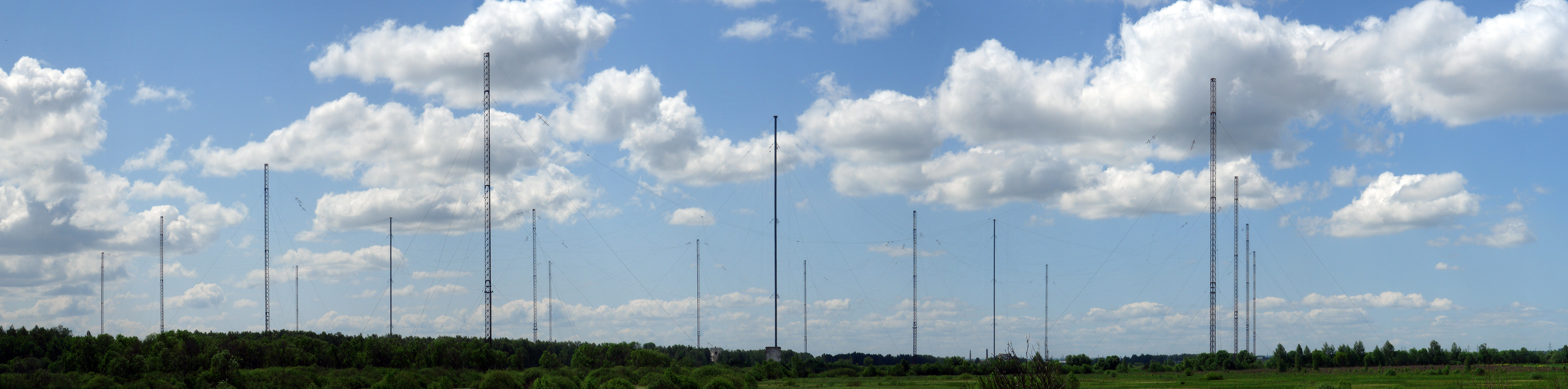
Общий вид радиостанции

## История
Радиостанция «Голиаф» (нем. Goliath) изначально была построена в Германии у города Кальбе и введена в эксплуатацию весной 1943 года. Главный конструктор и руководитель всех работ — Фритц Гутцман. Монтаж радиостанции производился фирмами C. Lorenz AG и AEG, строительство велось с использованием труда советских, французских и польских военнопленных — узников ближайших концлагерей. План строительства «Голиафа» имел высшую степень срочности.
«Голиаф» стал первой радиостанцией диапазона сверхдлинных волн мощностью более 1000 кВт и самой мощной радиостанцией того периода в мире. Радиостанция использовалась в интересах Кригсмарине для радиосвязи с германскими подводными лодками (в том числе из так называемых «волчьих стай»). Радиостанция могла работать в диапазоне частот от 15 до 60 кГц (длины волн от 20 до 5 км), однако на практике для обеспечения максимальной зоны покрытия использовалась в основном частота 16,55 кГц.
Основным используемым видом модуляции была амплитудная манипуляция телеграфным сигналом (во всём диапазоне частот). Обеспечивалась также возможность работы телетайпом с амплитудной модуляцией в диапазоне частот 30—60 кГц, однако эта часть диапазона была менее востребована из-за существенно меньшей зоны покрытия. Предусматривалась также телефонная связь с амплитудной модуляцией в диапазоне частот 45—60 кГц, однако из-за узкой полосы частот канала связи (менее 1230 Гц) качество речевого сигнала было неудовлетворительным.
Телеграфный сигнал на частоте 16,55 кГц при подводимой к антенне мощности 780 кВт принимался подводными лодками в погруженном состоянии, находившимися даже в Карибском море — на расстоянии 7600 км и глубине погружения 8—20 м. Максимальное расстояние, достигнутое в ходе эксплуатации, составило 9800 км (400 миль южнее Кейптауна) на глубине погружения 8—12 м.
В течение всей Второй мировой войны «Голиаф» не подвергался налётам англо-американской авиации, хотя иногда бомбардировщики пролетали очень низко над антеннами. Одно из объяснений этого факта основано на том, что «англичане взломали коды германского Кригсмарине и могли читать радиосообщения командиров германских подводных лодок». В начале 1945 года радиостанцию захватили американские войска, некоторое время территория использовалась как лагерь для военнопленных, в котором, в частности, содержался генерал Вальтер Венк. При разделе Германии на зоны влияния территория, на которой располагался «Голиаф», отошла к Советскому Союзу. В 1947 году радиостанция была разобрана, а все оставшиеся на старом месте строения разрушены.
Трофей хранился на складах связи под Ленинградом, пока в 1949 году не было принято решение о восстановлении радиостанции в пойме реки Кудьмы в Горьковской области. Место установки было выбрано из-за схожести здешних почв с теми, где станция стояла изначально, а также по другим причинам, в частности экономическим. Все системы радиостанции были восстановлены за три года, и в декабре 1952 года состоялось первое пробное включение с выходом в эфир (акт приёмки объекта с перечнем необходимых доработок был подписан 27 декабря 1952 года).

## Технические характеристики
Сведения, полученные от группы советских специалистов, опробовавших радиостанцию ещё в Германии, были приведены в докладе профессора И. Х. Невяжского на Всесоюзной юбилейной радиоконференции в 1945 году — этот доклад был положен в основу статьи, опубликованной в августовском номере журнала «Электричество» за 1946 год. В статье отмечались выдающиеся характеристики для подобного рода станций — мощность радиопередатчика 1000 кВт, общий КПД 50 %, КПД антенны 90 %, сопротивление сети заземления 0,03 Ом.
Согласно более точным данным: рабочий диапазон частот 15—60 кГц (длины волн от 20 до 5 км), а также остальные параметры, в том числе зависящие от частоты: КПД антенны 47—90 %, статическая суммарная ёмкость антенны 0,115 мкФ, сопротивление излучения антенны 0,075—1,15 Ом, полоса пропускания антенны (по уровню −3 дБ) 30—1230 Гц, сопротивление сети заземления 0,03—0,065 Ом.

## Антенна

Схема антенны станции:
● — центральные (трубчатые) мачты; Δ — угловые (решётчатые) мачты; красный квадрат — здание радиостанции (точка питания)

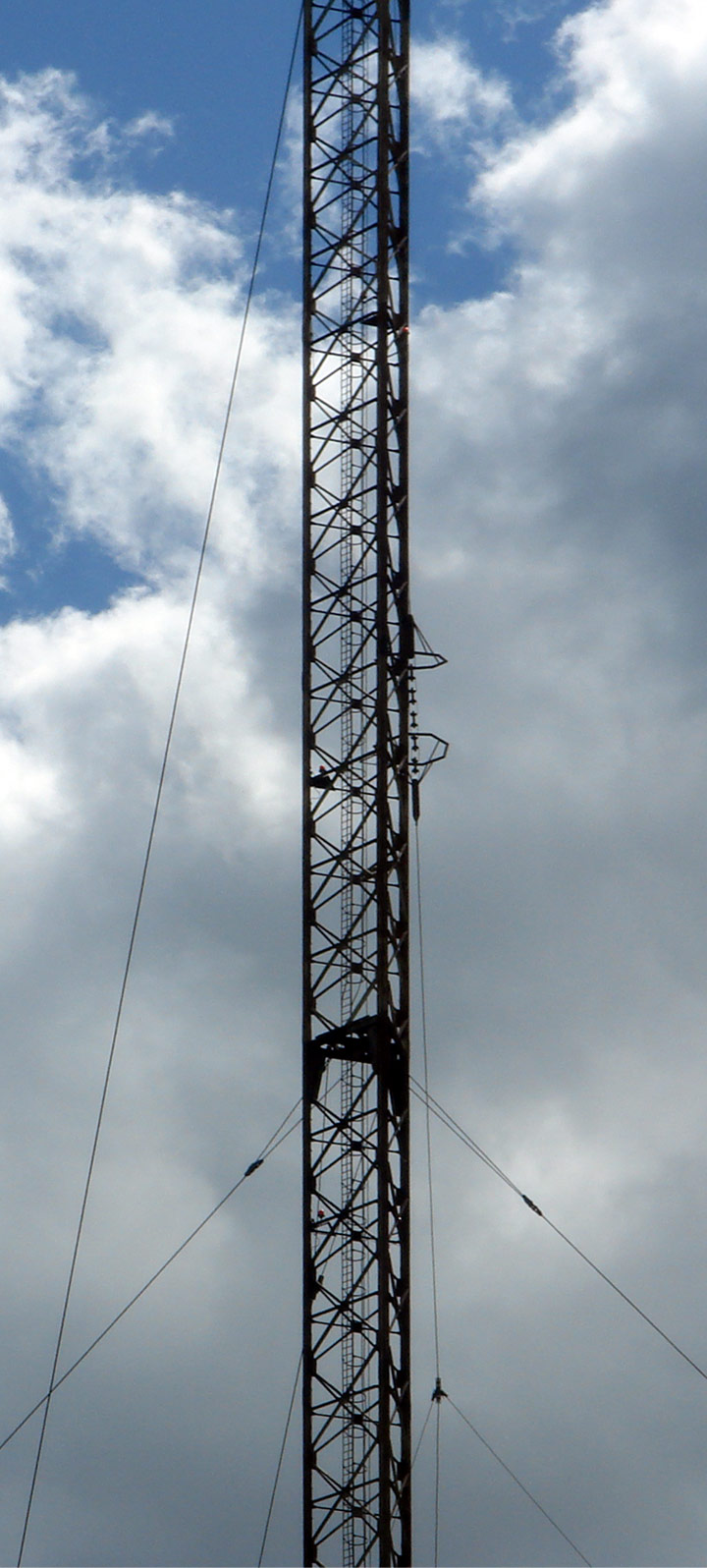
Одна из пятнадцати решётчатых мачт

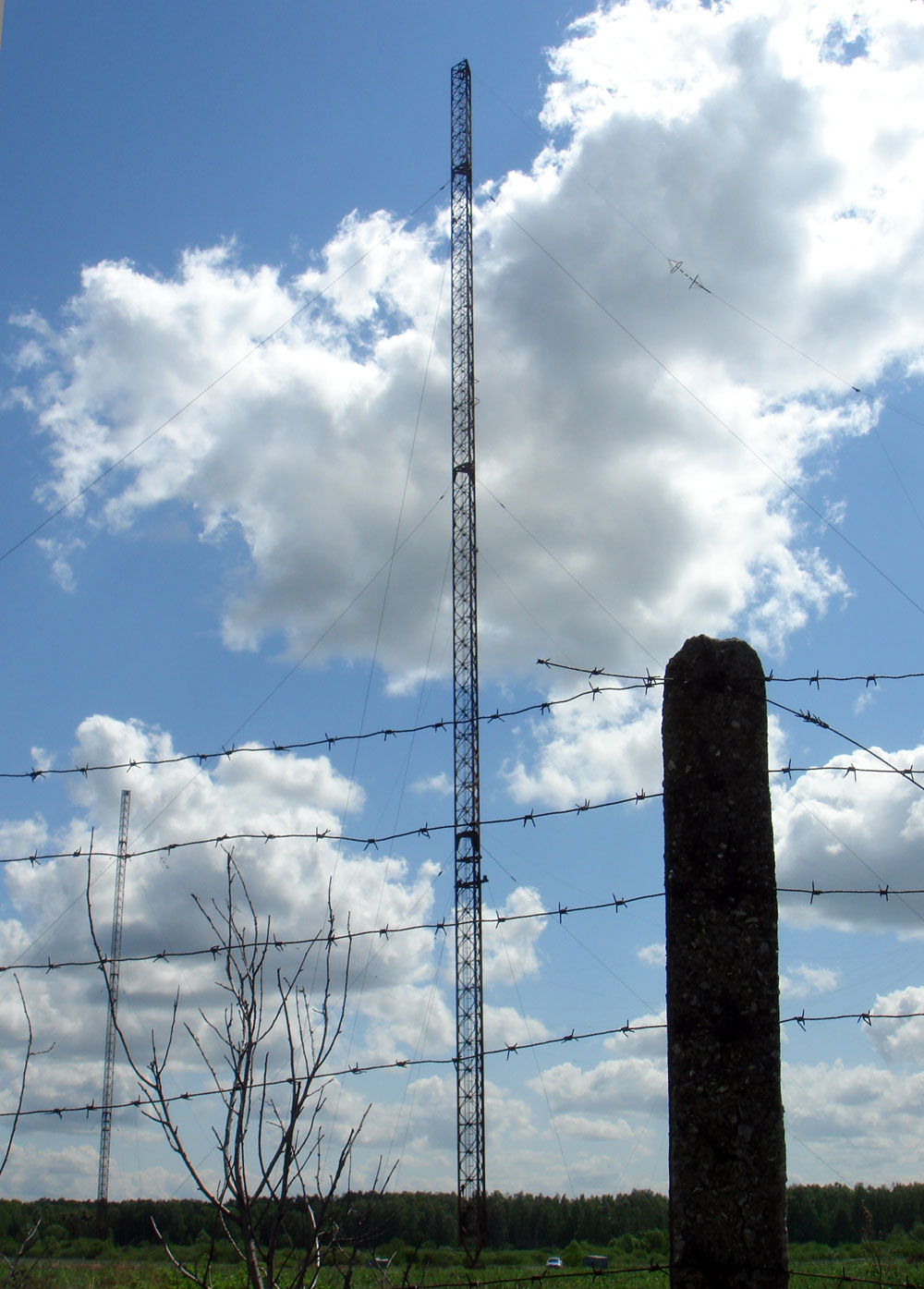
Автомобиль в сравнении с решётчатой мачтой

Антенна радиостанции представляет собой вариант антенны Александерсона с более выгодным распределением токов в земле. Она относится к классу П-образных антенн со многими снижениями:510—512 и с индуктивно-ёмкостным электрическим удлинением излучателей. Три одинаковых снижения образованы тремя стальными изолированными от земли трубчатыми мачтами, называемыми также центральными мачтами. Эти мачты, а также 15 заземлённых решётчатых мачт поддерживают горизонтальное полотно антенны, обеспечивающее электрическое соединение центральных мачт между собой и необходимую ёмкостную нагрузку антенны. Снижение в центре полотна, выполненное из трёх пар проводников, подходит к точке возбуждения в здании радиостанции:514. Излучение антенны создается прежде всего центральными мачтами и снижением к точке возбуждения.
Центральные мачты установлены на фарфоровых изоляторах, основания мачт соединены с развитой сетью заземления через удлинительные катушки индуктивности, расположенные в антенных павильонах около центральных мачт. Высота катушек 5 м, диаметр 3,5 м. Катушки выполнены из литцендрата диаметром около 10 мм (площадь сечения 50 мм²), обмотка катушек — из семи таких параллельно уложенных проводников (7×50 мм²). Плавная настройка на рабочую частоту производится перемещением (с помощью лифтового механизма) внутренней катушки диаметром 3,2 м, которая содержит 42 короткозамкнутых витка 5×50 мм².
Сеть заземления выполнена из оцинкованных стальных лент сечением 20×2 или 30×2 мм, радиально расходящихся от широких колец сборочных шин заземления вокруг каждой из центральных мачт и вокруг здания радиостанции. Общая протяжённость сети заземления составляет 350 км, глубина укладки 20—30 см.
Полотно для каждой центральной мачты состоит из шести групп проводников, образующих по форме шесть правильных треугольников с длиной стороны 400 м. Конструктивно полотно представляет собой систему сталеалюминиевых тросов. Внутренние тросы имеют диаметр 25 мм, наружные (краевые) — 36 мм. Центральные мачты имеют высоту 203 м и диаметр 1,7 м. Углы полотна закреплены на решётчатых мачтах высотой 170 м, расположенных в вершинах правильных шестиугольников.
Проводники полотна совместно с поддерживающими их центральными мачтами напоминают три гигантских зонта диаметром около 1 км каждый (подобную конструкцию иногда называют зонтичной антенной:131, 133).

## Эксплуатация в СССР и России

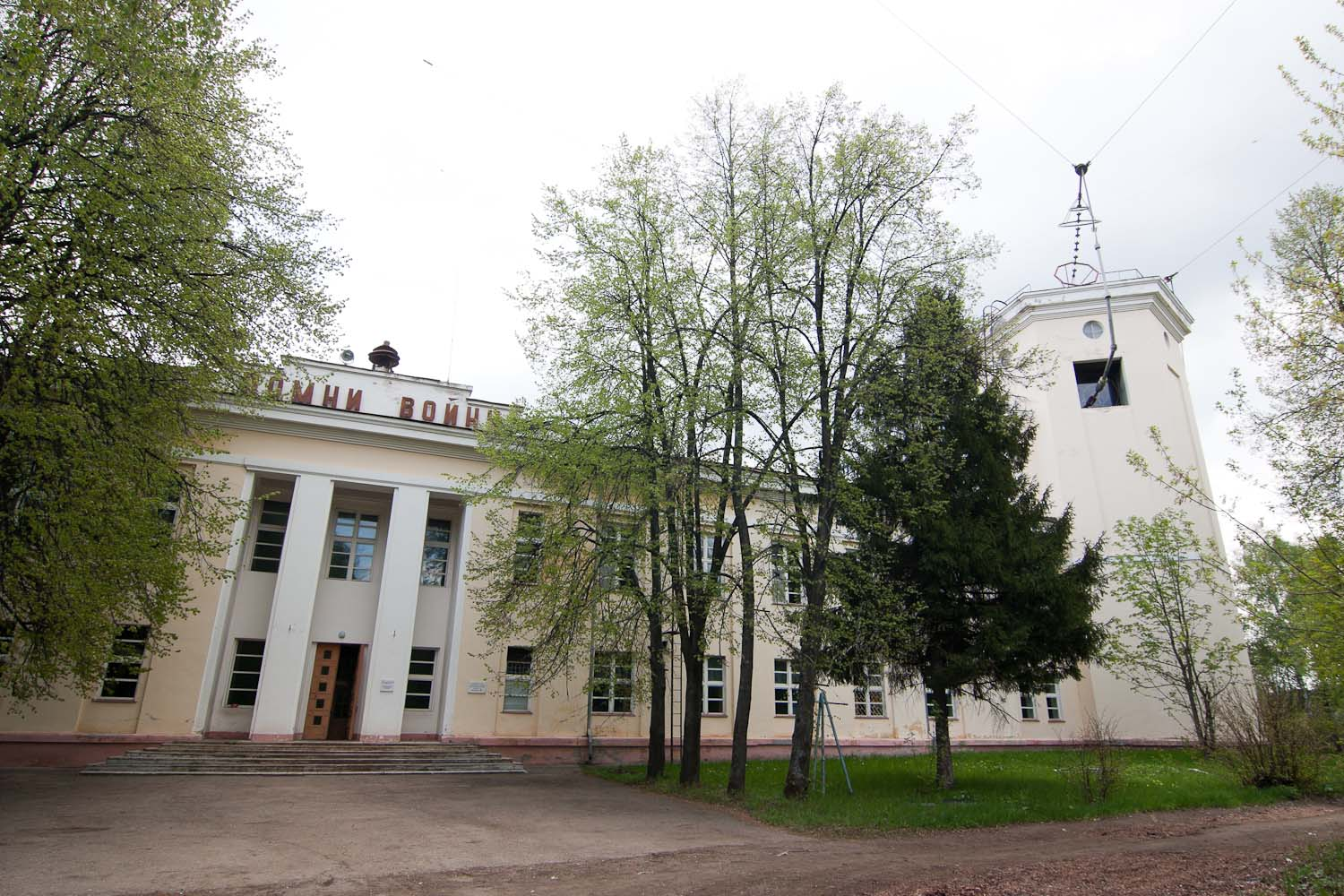
Главное здание радиостанции в пос. Дружный

В начале 1960-х годов «Голиаф» был включён в комплекс систем связи по наблюдению за космическими аппаратами.
Первоначально на радиостанции использовался восстановленный по документации оригинальный ламповый передатчик мощностью 1000 кВт, но в конце 1950-х годов в СССР был разработан подобный радиопередатчик «Геркулес» мощностью 1000 кВт — им были оснащены следующие четыре радиостанции. В 1970—1980-х годах на радиостанции был установлен передатчик нового типа — «Титан» с выходной мощностью 2000 кВт и КПД до 80 %, что обеспечивалось применением в выходных каскадах мощных водородных тиратронов, работающих в ключевом режиме.
С 2001 года радиостанция бездействовала в связи с ремонтом. 30 сентября 2003 года она вновь встала на боевое дежурство. Радиостанция входит в сеть службы точного времени «Бета».
Радиус действия радиостанции, воссозданной в Горьковской области — глубоко внутри континента, составлял около 4000 км, что обеспечивало удовлетворительную зону покрытия лишь в Северных и Северо-Западных океанических акваториях, а также во внутренних морях. Вместе с тем выход кораблей ВМФ СССР на просторы Мирового океана в 1960-х годах, повышение значимости решаемых ими задач до стратегического уровня потребовали перехода от разрозненных систем связи флотов к единой глобальной и постоянно действующей. Поэтому к середине 1970-х годов были построены ещё четыре радиостанции диапазона сверхдлинных волн — в районах Хабаровска (1962), Вилейки (1964), Архангельска (1970) и Фрунзе (1974) — максимально приближенные к восточным, западным и южным границам СССР и обеспечившие связь с подводными лодками практически во всех акваториях Мирового океана. В середине 1980-х годов была построена радиостанция в Краснодарском крае, примерно в 90 км от побережья Чёрного моря, для покрытия акватории центральной и южной Атлантики и Индийского океана.